# 四藤慶一郎
四藤 慶一郎（よつふじ・けいいちろう、1960年（昭和35年）9月27日 - ）は、日本の実業家。阪神タイガース代表取締役社長オーナー代行者を務めた。

## 人物
大阪府大阪市出身。金沢大学経済学部卒業後、1984年阪神電気鉄道入社。経理部や不動産部門での勤務を経て、秘書部長、総務部勤務部長等を経て、2009年阪神タイガース取締役総務部長。2010年阪神タイガース常務取締役広報部長。2012年阪神タイガース専務取締役。2015年阪神タイガース代表取締役社長。
阪神タイガース出向以前には、不動産部門で西梅田の再開発事業に携わっていた経験などから、阪急阪神ホールディングスの不動産事業統合に合わせた人事異動に伴い、阪神タイガース参与待遇を経て、2017年阪神電気鉄道執行役員不動産事業本部副本部長。
2018年に阪急不動産を改組して阪急阪神不動産が設立されると、同社取締役賃貸事業本部長に就任し、同社子会社の阪急阪神ビルマネジメント取締役も兼務した。2020年阪急阪神不動産取締役を退任し、阪急阪神ビルマネジメント取締役常務執行役員に就任。